# Vasilij III. Ivanovič
Vasilij III. Ivanovič (rusko Василий III Иванович), moskovski veliki knez, * 25. marec 1479, Moskva, † 3. december 1533, Moskva.
Vasilij III. je vladal od leta 1505. Nadaljeval je z očetovo avtoritarno politiko. Odvzel je samostojnost kneževinam Pskov, Rjazan, Starodub in Novgorod-Siverski in s tem zaključil proces združevanja ruskih ozemelj. Knezom, ki so nekoč obvladovali ozemlja, večja od evropskih držav, sta Vasilij III. in njegov oče odvzela ekonomsko, politično in vojaško moč, tako da so lahko bili le še uslužbenci na dvoru velikega kneza. Vasilij je bil manj uspešen v odnosih do sosedov. Litvi je iztrgal Smolensk, potem pa bil od nje poražen pri Orši. V spopadih s Tatari iz Krimskega in Kazanskega kanata je moskovska kneževina utrpela velika opustošenja. Vasiliju je sina naslednika rodila šele druga žena, tako da je bil Ivan IV. ob očetov smrti star komaj tri leta.

## Mladost
Vasilij III. je bil sin moskovskega kneza Ivana III. in njegove druge žene Sofije Paleolog. Po smrti Ivanovega sina iz prvega zakona, Ivana Ivanoviča (*1458, †1490), je bil Vasilij osrednji predmet dvornih spletk, ki so si prizadevale, zagotoviti nasledstvo v Veliki moskovski kneževini njemu namesto vnuku Ivana III. (in sinu Ivana Ivanoviča), Dimitriju (*1483, †1509). Navsezadnje so spletke rodile uspeh: leta 1502 je Ivan III. poslal Dimitrija v zapor, za svojega naslednika pa je imenoval Vasilija III.
Ivan III. si je želel zagotoviti tudi vnuke, ki bi nasledili dinastijo. Organiziral je zelo na široko zastavljen izbor Vasilijeve neveste. Izmed 1500 najlepših devic so jih 500 poslali v Moskvo in njihov izbor postopoma zožili na 10. Te so pregledali zdravniki in babice. Nazadnje je bila za nevesto izbrana Solomonija Jurjevna Saburova, ki pa v dvajsetih letih zakona Vasiliju III. ni rodila nobenega otroka.

## Notranja politika
Vasilij III. je leta 1505, po smrti očeta, zasedel položaj velikega kneza, a je bil brez skrbi za prestol šele od leta 1509, ko je v zaporu umrl Dimitrij Ivanovič.
Vasilij III. je nadaljeval z očetovo avtoritarno politiko. Malenkostne povode je izkoriščal za čistke med svojimi nasprotniki v kneževinah, ki so imele še zadnje ostanke samouprave; nasprotnike je razseljeval po Rusiji, na njihova mesta pa pošiljal svoje pristaše. Tako je Veliki moskovski kneževini leta 1510 priključil Pskov, leta 1517 Rjazan in 1523 Starodub in Novgorod-Siverski, kjer je dotlej vladal Vasilij Ivanovič Šemjačič, vnuk Vasilija Šemjaka, ki je oslepil njegovega deda; Vasilij III. ga je vrgel v temnico, kjer je leta 1529 umrl.
Potem se je Vasilij spravil še nad številne male kneze, ki sicer niso bili samostojni, so pa mnogi še vedno posedovali svoje gradove z gospodarstvi in celo svoje vojaške odrede. Mnogim je razrušil utrdbe, narejene praviloma iz lesa in zemlje, mnoge je tudi razselil. Edini privilegij, ki je ostal tem bojarjem, je bil, da so smeli na dvoru streči velikemu knezu, ki jih je tako imel stalno na očeh.
Vasilijev dvor je bil pod vplivom njegove matere Sofije sila razkošen. Vasilija so ob sprejemih tujih poslanikov obdajale množice razkošno oblečenih dvorjanov in na lov so ga spremljale stotine konjenikov. V pismih cesarju Maksimilijanu I. se je podpisoval kot car - samodržec Rusije, ni pa si še upal nadeti carske krone.
Vasilij ni trpel ugovarjanja. Bojarsko dumo je skliceval samo ob svečanih priložnostih. O državnih stvareh se je odločalo v ozkem krogu nekakšnih sekretarjev. Nobenega vladarja v Evropi se podaniki niso tako bali kot njega. Samostani so postali ječe njegovih političnih nasprotnikov.

## Zunanja politika
Vasilij III. si je po nenadni smrti poljsko-litvanskega kralja Aleksandra (1506) želel pripojiti Litvo, a ga je prehitel Aleksandrov mlajši brat Sigismund I., pred tem guverner in vojvoda Šlezije. Vojna, ki je sledila, se je zaključila leta 1509 z mirom, v katerem se je moral Vasilij odreči Smolensku. V letih 1512 in 1513 je ponovno oblegal Smolensk in ga leta 1514 tudi zavzel, še istega leta pa so Litvanci vrnili udarec z veliko zmago pri Orši vendar Smolenska niso zavzeli. Do mira med Veliko moskovsko kneževino in Litvo je prišlo šele leta 1526.
Vasilij je prišel v spor tudi s Krimskim in Kazanskim kanatom. Leta 1521 sta združeni vojski kanatov napadli Moskvo, razbili rusko vojsko na Oki, prišli do moskovskega obzidja in se po enem mesecu ropanja in požiganja v okolici vrnili domov. Vasilijevi povračilni pohodi proti Mongolom v letih 1523 in 1524 niso bili uspešni.

## Zadnja leta
Vasilij ni dovolil ženitve svojim bratom, dokler sam ni dobil naslednika. Ko mu žena po dvajsetih letih zakona ni rodila otroka, je v krogu bojarjev načel pogovor o svoji ločitvi. Bojarji so se z namero strinjali, proti pa je bil metropolit Varlam. Vasilij je metropolita odstavil (kar se pred tem v Rusiji še ni zgodilo) in na njegovo mesto postavil metropolita Danila. Leta 1525 je poslal ženo v samostan in se naslednje leto poročil z mlado in lepo Heleno Vasiljevo Glinsko, katere družina je pribežala s skupino ruskih plemičev iz Litve, ker jih je poljski kralj Sigismund I. obtožil zarote. Helena je bila zelo izobražena in svobodnega obnašanja. Imela je velik vpliv na ostarelega velikega kneza, ni pa ji to nič pomagalo v odnosih s konservativnimi bojarji, ki so držali svoje žene kot v zaporu.
Helena je leta 1530 Vasiliju rodila sina Ivana in dve leti kasneje še maloumnega Jurija. Vasilij je leta 1533 nenadoma umrl. Pred smrtjo mu je še uspelo imenovati Heleno za Ivanovo skrbnico in njenega strica Mihaela Glinskega za vodjo številčnega regentskega sveta. V svetu so bili predstavniki največjih bojarskih rodbin, ki so komaj čakali na priložnost, da si povrnejo imetje in privilegije, ki so jih izgubili med avtoritarnim vladanjem zadnjih velikih knezov.
Metropolit Danilo je imenoval triletnega Ivana za novega moskovskega velikega kneza.